# スレーニー川
スレーニー川（スレーニーがわ、River Slaney、アイルランド語：Abhainn na Slaine）はアイルランド南東部を流れている川である。ウィックロー山地西部に端を発し、南へ、そして東にウィックロー県、カーロウ県、ウェックスフォード県を流れ、ウェックスフォードの町でアイリッシュ海のセントジョージズ海峡へと注ぐ。河口は広くて浅く、ウェックスフォードハーバーとして知られる。
スレーニー川沿いにある町はBaltinglass、Tullow、バンクロディ、エニスコーシー、ウェックスフォード。